# 236 (число)
236 (Дві́сті три́дцять шість) — натуральне число між 235 та 237.
- 236 день в році — 24 серпня (у високосний рік 23 серпня).

## У математиці
- Щасливе число

## В астрономії
- 236 Гонорія — астероїд головного поясу
- NGC 236 — спіральна галактика в сузір'ї Риби.
- IC 236 — спіральна галактика в сузір'ї Кит

## В інших галузях
- 236 рік, 236 до н. е.
- В Юнікоді 00EC16 — код для символу «i» (Latin Small Letter I With Grave).
- Уран-236 — довгоживучий ізотоп урану
- ЯМЗ-236 — автомобільний двигун виробництва Росії